# Jin Kun
Jin Kun (chinesisch 金坤, Pinyin Jīn Kūn; * 4. Oktober 1999) ist eine ehemalige chinesische Fußballspielerin. Als A-Nationalspielerin war sie von 2017 bis 2025 in 18 Länderspielen aktiv.

## Karriere

### Vereine
Jin spielte im Alter von 17 Jahren im Seniorinnenbereich für die in Nanjing ansässige Frauenfußballmannschaft des Jiangsu Suning FC in der Chinese Women’s Super League, der höchsten Spielklasse im chinesischen Frauenfußball; nach der Spielzeit 2019 verließ sie den Verein, der – noch vor Spielzeitbeginn 2021 – im Februar aufgelöst wurde.
In den Spielzeiten 2020 bis 2025 gehörte sie dem eigenständigen Jiangsu LFC an und – wie alle Vereine – seit 2021 ohne Sponsorennamen in der Vereinsbezeichnung. Danach beendete sie ihre Spielerkarriere.

### Nationalmannschaft
Jin kam als Nationalspielerin für den CFA in den Nachwuchsnationalmannschaften der Altersklassen U13 bis U19 von 2012 bis 2017 zu Länderspielen. Mit der U15-Nationalmannschaft nahm sie an den Olympischen Jugend-Sommerspielen 2014 in Nanjing im eigenen Land teil, bestritt zwei Spiele der Gruppe B des Fußballturniers der Mädchen, in denen ihr jeweils ein Tor gelang, und gewann mit ihrer Mannschaft die Goldmedaille.
Mit der U16-Nationalmannschaft nahm sie an der AFC-Meisterschaft 2015 teil und kam in allen drei Spielen der Gruppe A zum Einsatz und erzielte im letzten Spiel am 8. November beim 5:0-Sieg über die U16-Nationalmannschaft Thailands zwei Tore. Nach der 1:2-Niederlage am 12. November gegen die U16-Nationalmannschaft Nordkoreas, wurde das Spiel um Platz 3 am 15. November mit 8:0 gegen die U16-Nationalmannschaft Thailands gewonnen; dabei gelang ihr ein Tor.
Mit der U19-Nationalmannschaft nahm sie an der AFC-Meisterschaft 2019 teil und kam in allen drei Spielen der Gruppe A zum Einsatz. Nach der 0:5-Niederlage am 25. Oktober gegen die U19-Nationalmannschaft Japans, erzielte sie beim 3:0-Sieg gegen die U19-Nationalmannschaft Australiens im Spiel um Platz 3 ihr einziges Tor.
Jin bestritt für den CFA in sechs Jahren (außer in den Jahren 2020 bis 2022) 18 A-Länderspiele, in denen sie drei Tore erzielte. Ihr Debüt gab sie am 8. Dezember 2017 in Chiba bei der 0:2-Niederlage gegen die Nationalmannschaft Nordkoreas im ersten Spiel der Endrunde um die Ostasienmeisterschaft in Japan; sie wurde in der 61. Minute für Xiao Yuyi eingewechselt. Eine Woche später wurde sie an selber Spielstätte beim 3:0-Sieg über die Nationalmannschaft Südkoreas ebenfalls eingesetzt. Am 1. Dezember 2018 bestritt sie das erste Spiel der zweiten Qualifikationsrunde für die Teilnahme an der Ostasienmeisterschaft 2019 in Busan beim 10:0-Sieg über die Nationalmannschaft der Mongolei in Dededo auf Guam.
Vor diesem Spiel kam sie zuvor in fünf A-Länderspielen zum Einsatz; sie bestritt am 19. und 21. Januar 2018 die ersten beiden Spiele im Vier-Nationen-Turnier in Foshan und erzielte in der ersten Begegnung, beim 4:0-Sieg über die Nationalmannschaft Vietnams mit dem Treffer zur 1:0-Führung in der 26. Minute, ihr erstes A-Länderspieltor. Bei der Teilnahme ihrer Mannschaft am Turnier um den Algarve-Cup 2018 wurde sie in den letzten beiden Spielen der Gruppe 1 eingesetzt, wie auch im Spiel um Platz 11 beim 2:1-Sieg über die Nationalmannschaft Russlands am 7. März in Vila Real de Santo António.
Nachdem Jin bereits in acht A-Länderspielen gewirkt hatte, nahm sie mit der U20-Nationalmannschaft an der altersbezogenen Weltmeisterschaft 2018 in Frankreich teil und bestritt alle drei Spiele der Gruppe D. Als Gruppendritter wurde der Einzug in das Viertelfinale verpasst und das Turnier für sie und ihre Mannschaft vorzeitig beendet.
Erst fünf Jahre später wurde sie in drei in Freundschaft ausgetragenen Länderspielen berücksichtigt (0:3 vs. Spanien am 12. April 2023 in Ibiza-Stadt, 0:3 und 1:2 vs. USA am 3. und 6. Dezember 2023 in Fort Lauderdale und Frisco). Ein weiteres Freundschaftsspiel folgte am 30. November 2024 in Rotterdam bei der 1:4-Niederlage gegen die Nationalmannschaft der Niederlande bei der sie mit dem Treffer zur 1:0-Führung in der 34. Minute das einzige Tor ihrer Mannschaft erzielte. Drei weitere Spiele im Vier-Nationen-Turnier bestritt sie am 26. und 29. Oktober 2024 (3:0 vs. Usbekistan, 2:0 vs. Vietnam), sowie am 8. April 2025 beim 5:1-Sieg über die Nationalmannschaft Thailands; allesamt in Yongchuan. Im Turnier um den Pinatar Cup 2025 wurde sie gegen die Nationalmannschaften Kanadas und Mexikos (1:1 – Torschützin zum Endstand in der 58. Minute – am 20. und 0:2 am 25. Februar) eingesetzt. Zuletzt bestritt sie das am 31. Mai 2025 in Saint Paul mit 0:3 verlorene Freundschaftsspiel gegen die US-amerikanische Nationalmannschaft.

## Erfolge
- Chinesische Meisterin: 2019
- Goldmedaille Olympische Jugend-Sommerspiele 2014